# Le Grand-Pressigny
 Le Grand-Pressigny  es una población y comuna francesa, situada en la región de  Centro, departamento de Indre y Loira, en el distrito de Loches y cantón de Le Grand-Pressigny.

## Demografía
| 1480 | 1415 | 1256 | 1185 | 1120 | 1119 |
| Para los censos de 1962 a 1999 la población legal corresponde a la población sin duplicidades (Fuente: INSEE [Consultar]) |      |      |      |      |      |